# Centeocala
Centeocala är en ort i Mexiko.   Den ligger i kommunen Chiautla och delstaten Puebla, i den sydöstra delen av landet, 130 km söder om huvudstaden Mexico City. Centeocala ligger 800 meter över havet och antalet invånare är 142.
Terrängen runt Centeocala är huvudsakligen kuperad, men söderut är den bergig. Centeocala ligger nere i en dal. Runt Centeocala är det glesbefolkat, med 8 invånare per kvadratkilometer. Närmaste större samhälle är Jolalpan, 9,2 km nordväst om Centeocala. I omgivningarna runt Centeocala växer huvudsakligen savannskog.